# Konkathedrale von Cáceres

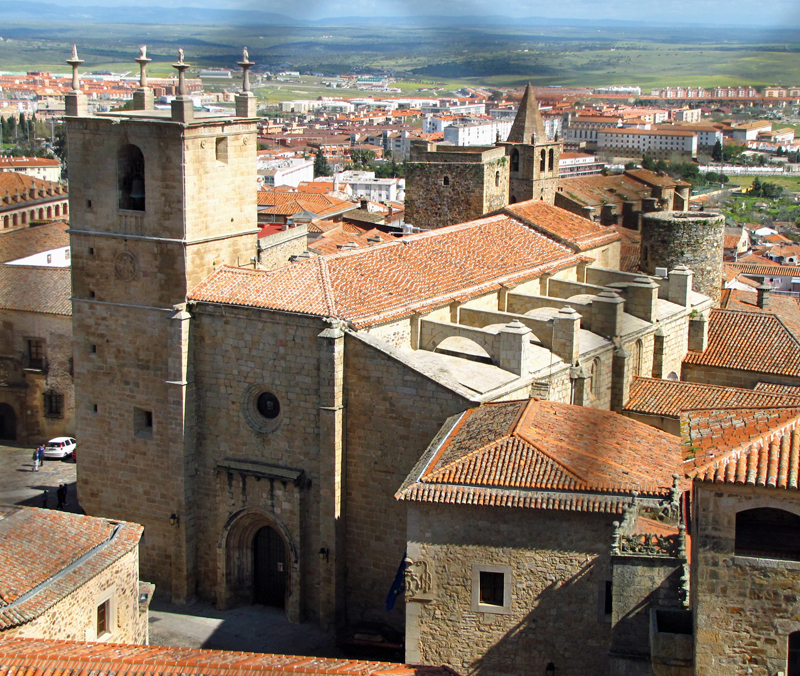
Konkathedrale von Cáceres

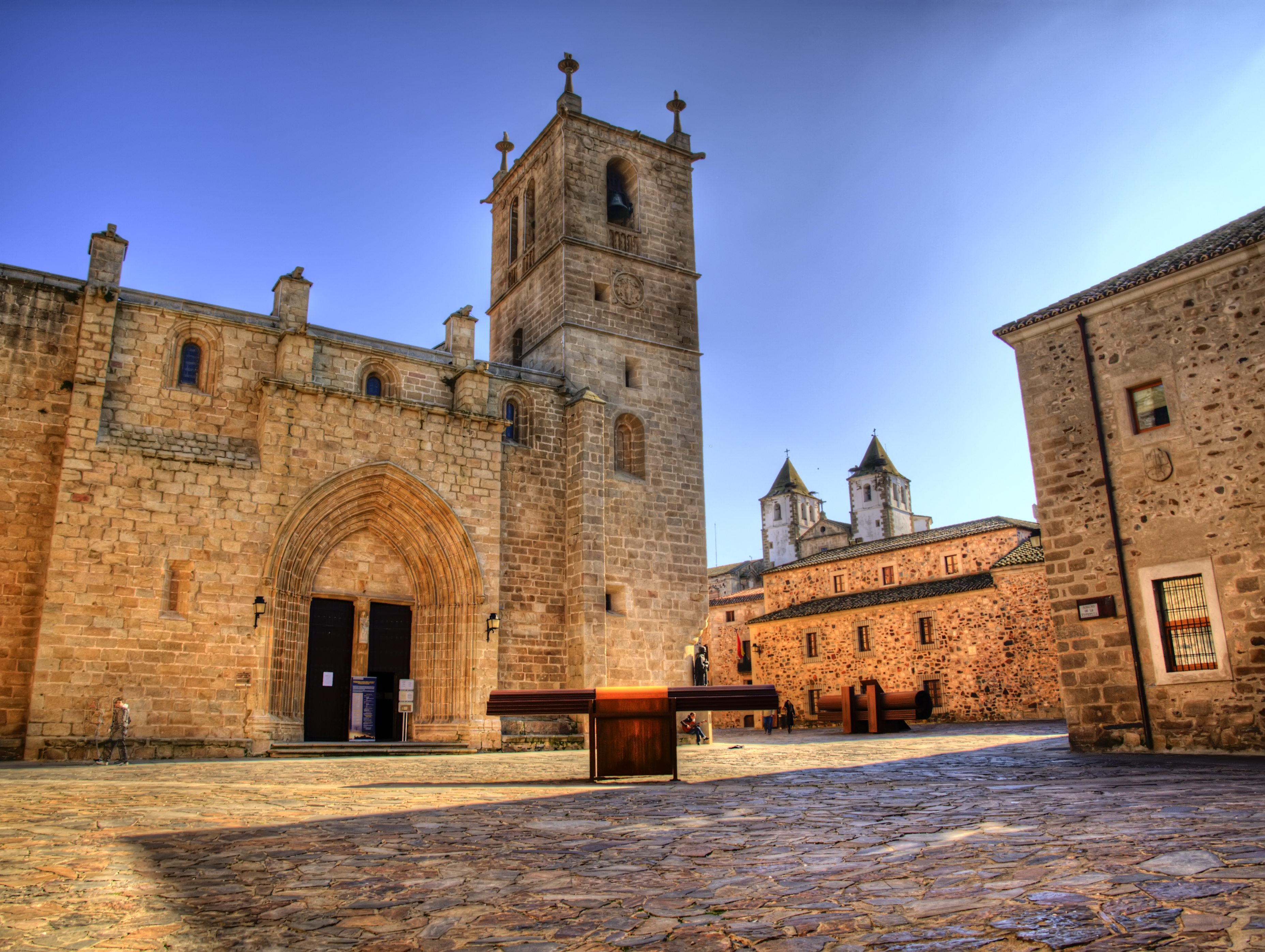
Konkathedrale von Cáceres (Nordseite)

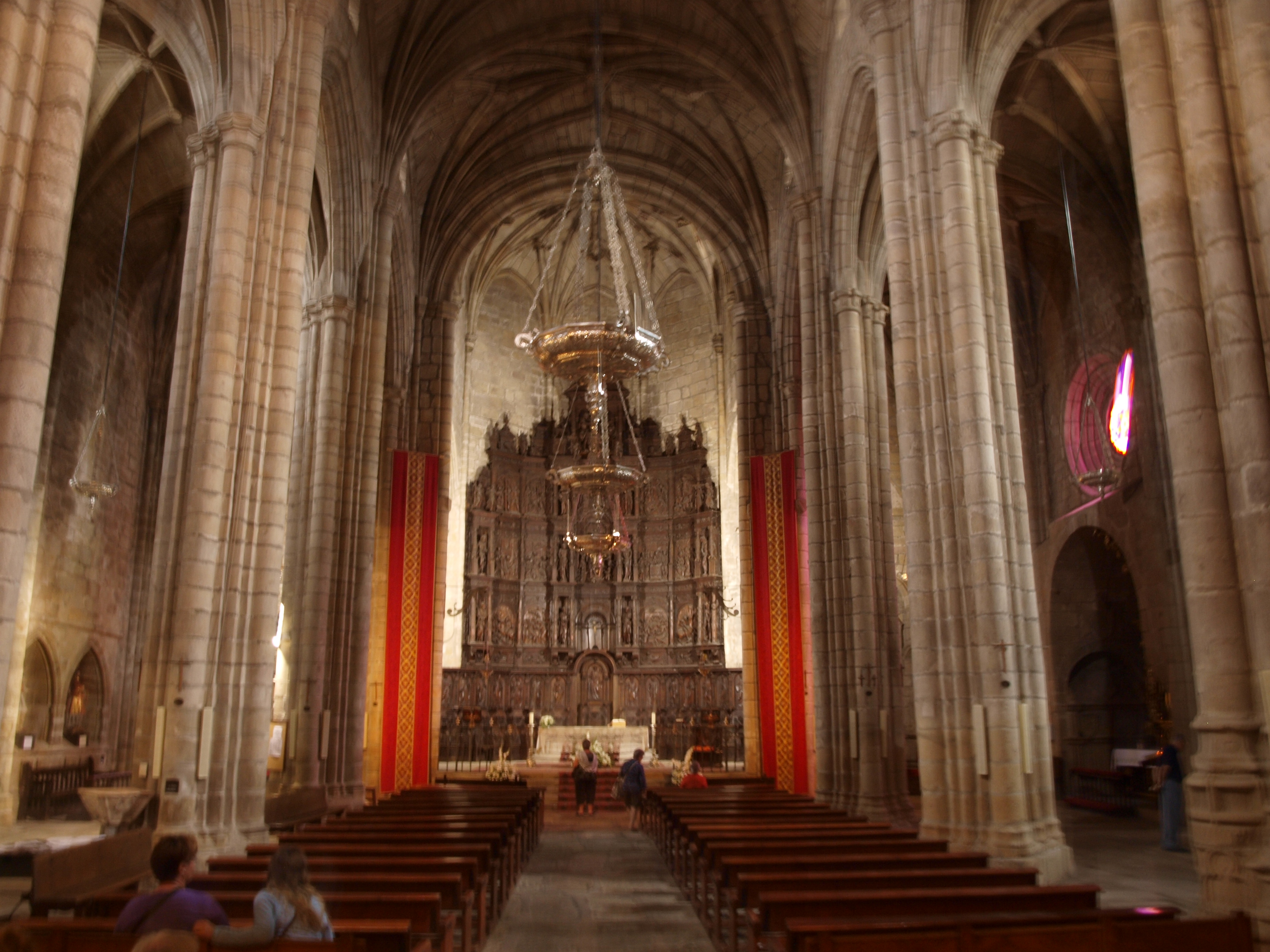
Langhaus

Die der Gottesmutter Maria geweihte Konkathedrale von Cáceres in der Autonomen Gemeinschaft Extremadura im Südwesten Spaniens ist – zusammen mit der Kathedrale von Coria – Sitz des Bistums Coria-Cáceres. Im Jahr 1931 wurde der Kirchenbau als Kulturgut (Bien de Interés Cultural) eingestuft; als Teil der Altstadt von Cáceres gehört er überdies seit 1986 zum UNESCO-Welterbe.

## Geschichte
Die Rückeroberung der im frühen 8. Jahrhundert von den Mauren eroberten Stadt Cáceres zog sich vom 12. bis ins frühe 13. Jahrhundert hin. Die heutige Kirche entstand im 15. und 16. Jahrhundert; der Bau des Glockenturms (campanario) fällt in die Jahre zwischen 1554 und 1559.

## Architektur
Die äußerlich schmucklose Kirche besitzt einen Glockenturm ohne Spitzhelm. Zwei – leicht aus der Mauerflucht hervortretende – gotische Archivoltenportale führen in das von Bündelpfeilern in drei Schiffe unterteilte knapp 20 m hohe Innere, dessen Sterngewölbe annähernd gleich hoch sind („Hallenkirche“). Die drei Schiffe enden jeweils in einer halbrunden Apsis.

## Ausstattung
Das im Stil der Renaissance gefertigte Altarretabel (retablo) ist ausschließlich aus unbehandeltem Holz geschnitzt und enthält weder Gemälde noch farbige Fassungen. Die überaus fein geschnitzte spätgotische Kanzel (pulpito) wird heute nicht mehr genutzt. Darüber hinaus gibt es mehrere Wandgräber.

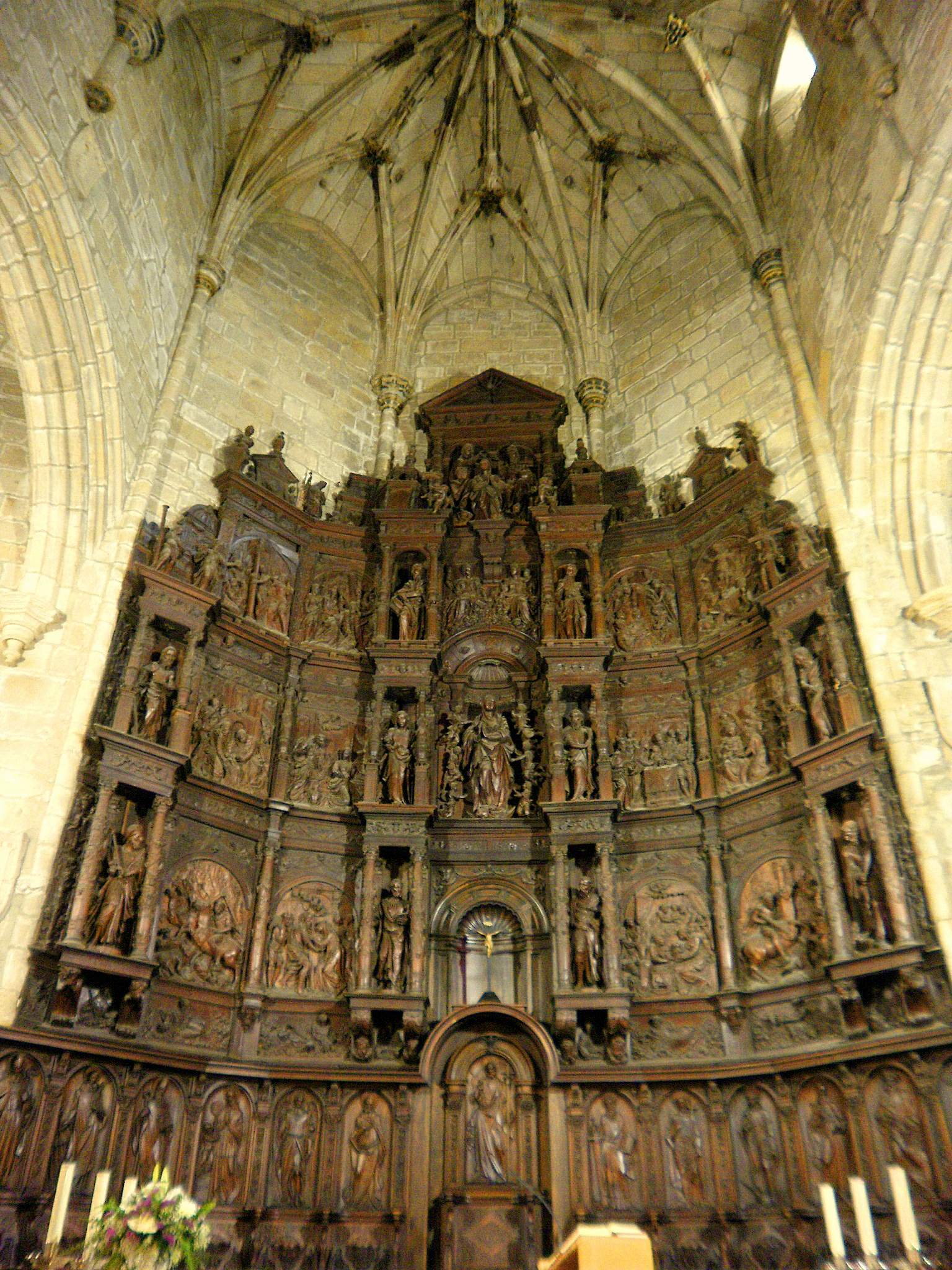
Altarretabel
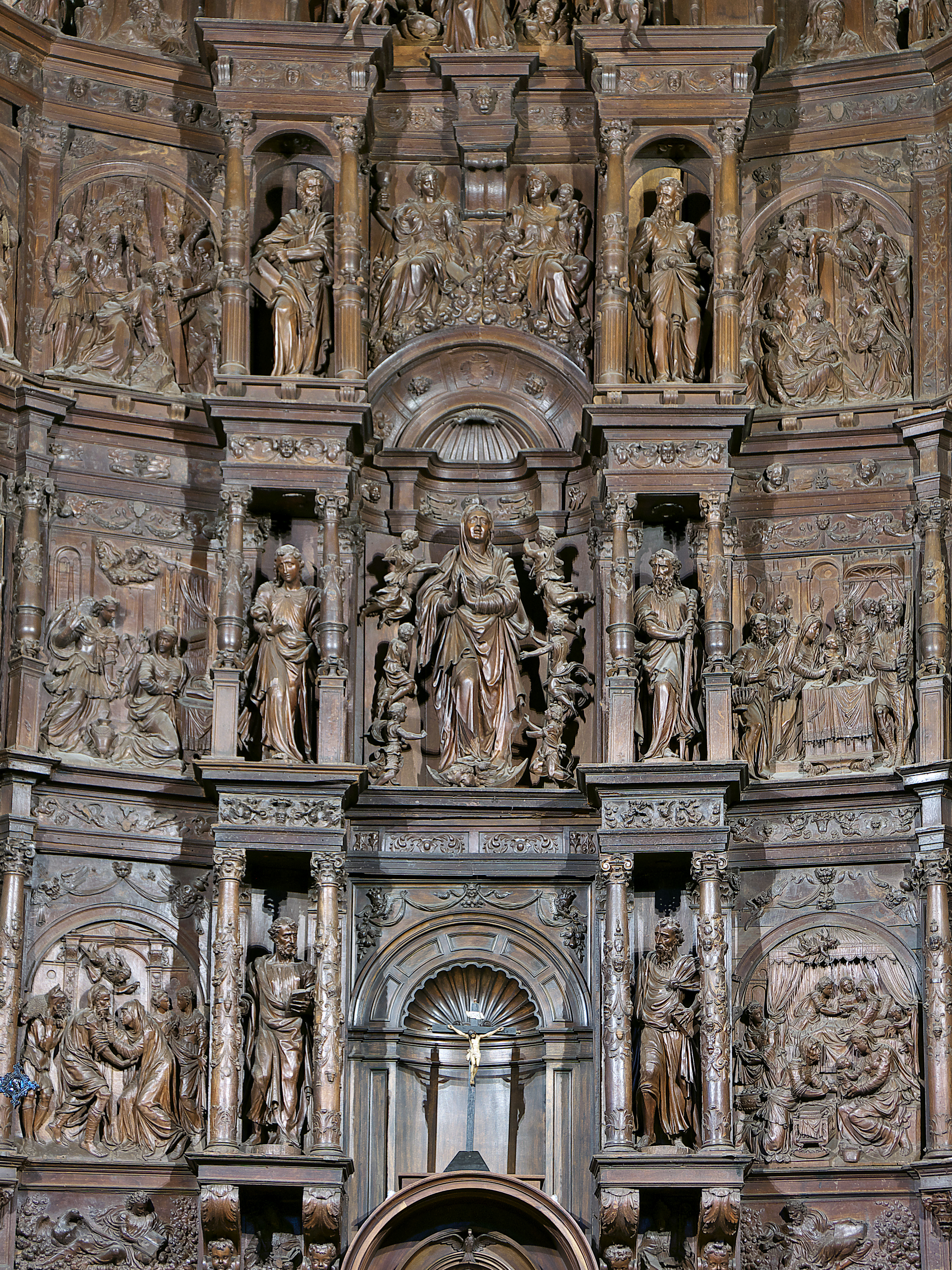
dto., Detail
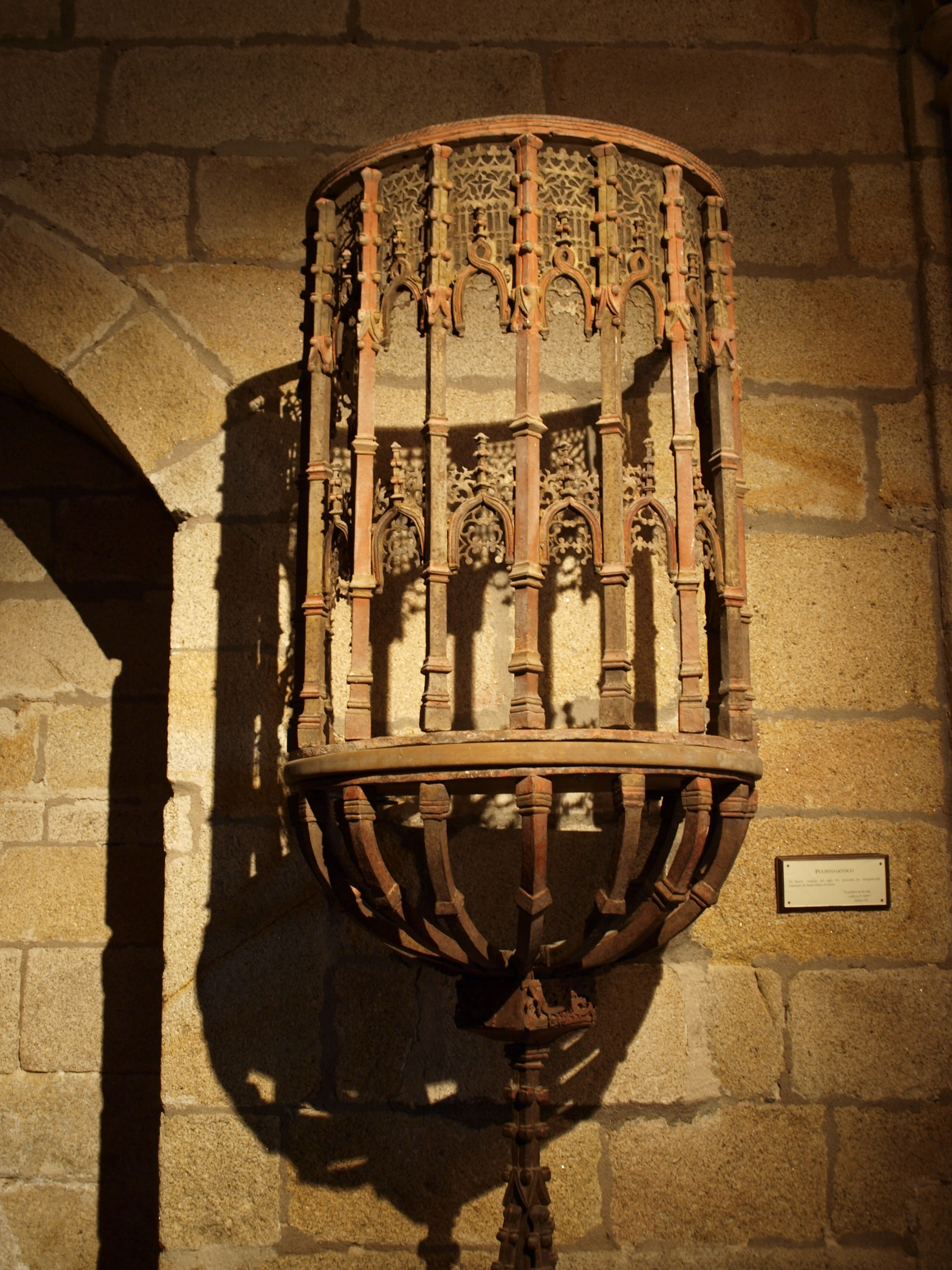
Spätgotische Kanzel
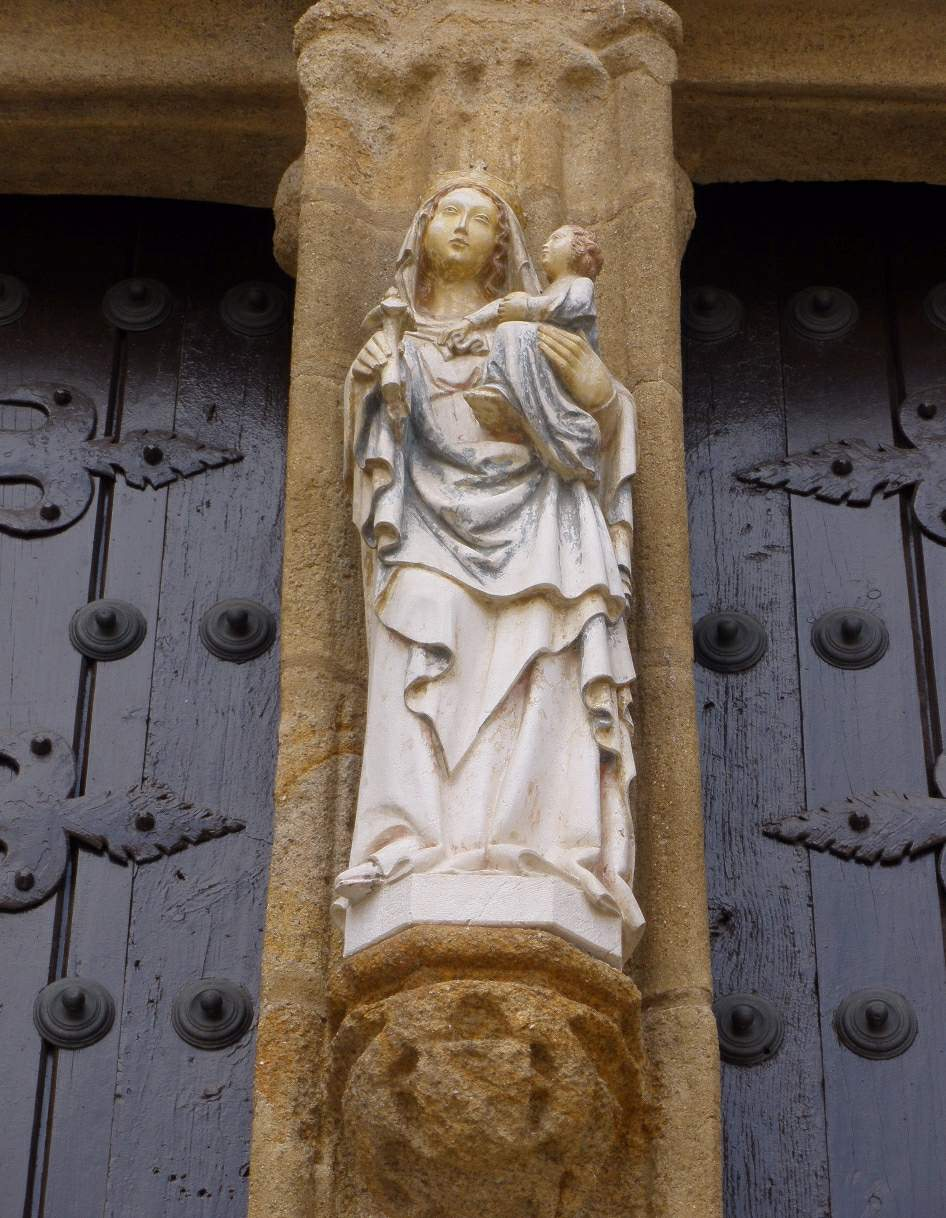
Muttergottesstatue im Trumeaupfeiler des Nordportals

## Museum
Teile der ehemaligen Ausstattung sind im Kathedralmuseum in der ehemaligen Sakristei ausgestellt.